# Takeo Miki
Takeo Miki (三木 武夫 Miki Takeo?,  17 de marzo de 1907 – 4 de noviembre de 1988) fue un político japonés, que ejerció como 66.º primer ministro de su país.

## Biografía
Nació en la Prefectura de Tokushima en 1907, llegando a graduarse en la Universidad de Meiji. Fue elegido al Parlamento Japonés en 1937, obteniendo un asiento en la Dieta hasta 1984. 

### Primer ministro
El 9 de diciembre de 1974 sucedió en el cargo a Kakuei Tanaka como primer ministro, luego de que a éste se le implicase en el escándalo de soborno de Lockheed. Miki intentó realizar una serie de reformas internas en el Partido Liberal Democrático, ganándose por ello varios enemigos dentro del partido. A despecho de su popularidad entre el público, el escándalo Lockheed reflejó una pobreza en el partido, lo que le hizo perder su mayoría en las elecciones de 1976 a la Dieta, teniendo que hacer tratos con partidos menores para poder mantenerse en el poder. Avergonzado por los resultados, Miki dejó el cargo y fue sucedido el 24 de diciembre de 1976 por Takeo Fukuda.